# Samuele Bersani

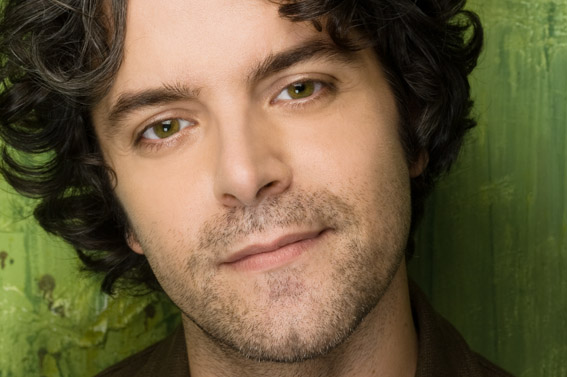
Samuele Bersani (2009)

Samuele Bersani (* 1. Oktober 1970 in Rimini) ist ein italienischer Cantautore. Er gewann zweimal den Kritikerpreis beim Sanremo-Festival und wurde mit vier Targhe Tenco ausgezeichnet.

## Karriere
Bersani wuchs in einer musikalischen Familie in Cattolica auf. Er wurde von Lucio Dalla entdeckt, der ihn 1991 mit auf Tournee nahm. Noch im selben Jahr wurde er, ohne ein Album veröffentlicht zu haben, mit dem Lied Il mostro zum Tenco-Preis eingeladen. Nach dem Umzug nach Bologna erschien 1992 schließlich sein Debütalbum C’hanno preso tutto; darauf enthalten war auch das erfolgreiche Lied Chicco e Spillo. Nach einer Zusammenarbeit mit Fiorella Mannoia gelang Bersani 1995 der Durchbruch mit dem Album Freak. Singles daraus waren Freak, Spaccacuore und Cosa vuoi da me. Es folgte weitere Zusammenarbeit mit Lucio Dalla, bis 1997 das Lied Coccodrilli das dritte Album Samuele Bersani einleitete. Darauf war auch das Lied Giudizi universali enthalten, das mit dem Premio Lunezia 1998 für den besten Text ausgezeichnet wurde.
1998 steuerte Bersani das Lied Siamo gatti zum von David Rhodes komponierten Soundtrack des Animationsfilms Wie Kater Zorbas der kleinen Möwe das Fliegen beibrachte (Verfilmung des gleichnamigen Buches von Luis Sepúlveda) bei. Außerdem arbeitete er mit Ornella Vanoni und Ryūichi Sakamoto zusammen. Im Jahr 2000 nahm der Musiker nach einer künstlerischen Pause zum ersten Mal am Sanremo-Festival teil und präsentierte das Lied Replay, das den fünften Platz erreichen konnte und Bersani den Kritikerpreis einbrachte. Das Album L’oroscopo speciale erschien im April des Jahres und wurde im Oktober mit der Targa Tenco als Album des Jahres ausgezeichnet. Für den Weihnachtsfilm Chiedimi se sono felice des Komikertrios Aldo, Giovanni e Giacomo zeichnete Bersani für die Musik verantwortlich.
Mit dem Best of Che vita! meldete sich der Cantautore 2002 zurück. Danach arbeitete er mit Mina zusammen und 2003 folgte das nächste Studioalbum Caramella smog. Sowohl für das Album als auch für das Lied Cattiva wurde er 2004 erneut mit der Targa Tenco ausgezeichnet. In den Wahlkampf 2006 brachte sich Bersani mit dem Lied Lo scrutatore non votante ein, das in das Album L’aldiquà einfloss. Dieses erhielt auch internationale Aufmerksamkeit. Das dem 2004 im Irak ermordeten Journalisten Enzo Baldoni gewidmete Lied Occhiali rotti wurde 2007 mit dem Sonderpreis von Amnesty Italia ausgezeichnet. Schon 2009 folgte das Album Manifesto abusivo, dem die zusammen mit Sergio Cammariere geschriebene Single Ferragosto vorausging.
Mit Un pallone kehrte Bersani 2012 nach Sanremo zurück und konnte sich erneut den Kritikerpreis sichern. Der Festivalteilnahme folgte die zweite Kompilation Psyco – 20 anni di canzoni. 2013 erschien die Single En e Xanax und das nächste Studioalbum Nuvola numero nove, das Bersanis erstes Nummer-eins-Album wurde. Für die Kampagne #ioleggoperché zur Förderung des Lesens nahm er 2015 mit Pacifico und Francesco Guccini das Lied Le storie che non conosci auf, das auch die Targa Tenco gewann (ex aequo mit Il senso delle cose von Cristina Donà). Diverse Eventkonzerte mündeten 2016 ins Livealbum La fortuna che abbiamo.

## Diskografie

### Alben
- 1992: C’hanno preso tutto (Pressing)

| Jahr | Titel Musiklabel                           | Höchstplatzierung, Gesamtwochen, AuszeichnungChartsChartplatzierungen (Jahr, Titel, Musiklabel, Platzierungen, Wochen, Auszeichnungen, Anmerkungen) | Anmerkungen                                                              |
| Jahr | Titel Musiklabel                           | IT | Anmerkungen                                                              |
| ---- | ------------------------------------------ | --- | ------------------------------------------------------------------------ |
| 1995 | Freak BMG                                  | IT26 (13 Wo.)IT |                                                                          |
| 1997 | Samuele Bersani BMG                        | IT18 (16 Wo.)IT |                                                                          |
| 2000 | L’oroscopo speciale BMG                    | IT16 (27 Wo.)IT | Erstveröffentlichung: Mai 2000                                           |
| 2002 | Che vita! Il meglio di Samuele Bersani BMG | IT3 Gold (2015) · (40 Wo.)IT | Erstveröffentlichung: 19. September 2002 Verkäufe: + 25.000; Kompilation |
| 2003 | Caramella smog BMG                         | IT13 (16 Wo.)IT | Erstveröffentlichung: 14. Oktober 2003                                   |
| 2006 | L’aldiquà BMG                              | IT3 (15 Wo.)IT | Erstveröffentlichung: 19. Mai 2006                                       |
| 2009 | Manifesto abusivo Sony                     | IT6 (11 Wo.)IT | Erstveröffentlichung: 2. Oktober 2009                                    |
| 2012 | Psyco – 20 anni di canzoni Sony            | IT17 (19 Wo.)IT | Erstveröffentlichung: 15. Februar 2012 Kompilation                       |
| 2013 | Nuvola numero nove Sony                    | IT1 (11 Wo.)IT | Erstveröffentlichung: 10. September 2013                                 |
| 2016 | La fortuna che abbiamo – Live Sony         | IT5 (10 Wo.)IT | Erstveröffentlichung: 3. Juni 2016 Livealbum                             |
| 2020 | Cinema Samuele Sony                        | IT13 (8 Wo.)IT | Erstveröffentlichung: 2. Oktober 2020                                    |

### Singles
| Jahr | Titel Album                                    | Höchstplatzierung, Gesamtwochen, AuszeichnungChartsChartplatzierungen (Jahr, Titel, Album, Platzierungen, Wochen, Auszeichnungen, Anmerkungen) | Anmerkungen                                                |
| Jahr | Titel Album                                    | IT | Anmerkungen                                                |
| ---- | ---------------------------------------------- | --- | ---------------------------------------------------------- |
| 2000 | Replay L’oroscopo speciale                     | IT18 (4 Wo.)IT |                                                            |
| 2001 | Chiedimi se sono felice L’oroscopo speciale    | IT14 (9 Wo.)IT |                                                            |
| 2006 | Lo scrutatore non votante L’aldiquà            | — | Platz 23 (7 Wochen) der Downloadcharts                     |
| 2006 | Lascia stare L’aldiquà                         | — | Platz 40 (1 Woche) der Downloadcharts                      |
| 2007 | Spaccacuore Freak (1995)                       | IT— Platin (2024)IT | Platz 31 (2 Wochen) der Downloadcharts Verkäufe: + 100.000 |
| 2009 | Ferragosto Manifesto abusivo                   | IT31 (2 Wo.)IT |                                                            |
| 2009 | Un periodo pieno di sorprese Manifesto abusivo | IT44 (2 Wo.)IT |                                                            |
| 2012 | Un pallone Psyco – 20 anni di canzoni          | IT25 (3 Wo.)IT |                                                            |
| 2013 | En e Xanax Nuvola numero nove                  | IT33 Gold · (7 Wo.)IT | Erstveröffentlichung: 30. August 2013 Verkäufe: + 35.000   |
| 2014 | Giudizi universali Samuele Bersani (1997)      | IT73 ×2Doppelplatin · (2 Wo.)IT | Verkäufe: + 100.000                                        |
| 2015 | Le storie che non conosci –                    | IT86 (1 Wo.)IT | Samuele Bersani & Pacifico feat. Francesco Guccini         |

## Belege
1. ↑  Chartquellen (Alben):
  - Guido Racca & Chartitalia: Top 100 FIMI Album. Lulu, 2013, S. 77.
  - Alben von Samuele Bersani. In: Italiancharts.com. Hung Medien, abgerufen am 2. Juli 2018 (italienisch).
2. 1 2 3 4  Auszeichnungsarchiv, Samuele Bersani. FIMI, abgerufen am 28. Mai 2024.
3. ↑  Chartquellen (Singles):
  - Guido Racca & Chartitalia: Top 100 FIMI Singoli. Lulu, 2013, S. 70.
  - Archivio classifiche Top Singoli. FIMI, abgerufen am 2. Juli 2018 (italienisch).
4. 1 2 3  Guido Racca & Chartitalia: Top 100 FIMI Singoli. Lulu, 2013, S. 171.

| Personendaten    | Personendaten            |
| ---------------- | ------------------------ |
| NAME             | Bersani, Samuele         |
| KURZBESCHREIBUNG | italienischer Cantautore |
| GEBURTSDATUM     | 1. Oktober 1970          |
| GEBURTSORT       | Rimini                   |